# Naturschutzgebiet Roter See bei Glowe
Das Naturschutzgebiet Roter See bei Glowe ist ein Naturschutzgebiet in Mecklenburg-Vorpommern. Es umfasst eine Fläche von 233 Hektar und befindet sich am östlichen Ende der Schaabe unweit des Ortes Glowe. Die Flächen grenzen unmittelbar an den Großen Jasmunder Bodden. Die Ausweisung erfolgt am 5. November 1990 mit einer Erweiterung im Jahr 1994. Das Naturschutzgebiet ist Teil des FFH-Gebiets Nordrügensche Boddenlandschaft.
Die Flächen haben einen befriedigender Zustand, da sie trotz Nutzungsaufgabe weiterhin entwässert werden. Natürliche Überflutungen aus dem Jasmunder Bodden verhindert der bestehende Deich. Es gibt keine öffentlichen Wege im Gebiet. Ein Teil der Flächen (102 Hektar) liegt seit 2009 im Eigentum der  Stiftung Nationales Naturerbe des Naturschutzbundes.

## Geschichte
Die Schaabe entstand als Nehrungshaken mit Reffen (Strandwall), Riegen (Vertiefung zwischen zwei Strandwällen) und Dünen nach dem Meeresspiegelanstieg der Littorina-Transgression. Der Rote See besteht aus einer breiten Riege. Der ursprünglich vorhandene namensgebende See verlandete und ein Küstenüberflutungsmoor bildete sich aus. Periodische Überflutungen der nur 0,4 Meter über dem Meeresspiegel befindlichen Flächen konnte bis zum Deichbau 1863 stattfinden.
Menschliche Besiedlung der Schaabe ist seit der Steinzeit belegt. Wittower Bauern nutzten die Flächen als Hutewald und als Heide. Das Urmesstischblatt aus dem Jahr 1836 zeigt den Roten See noch als offenes Gewässer. Ab den 1861 Jahren wurden die höher gelegenen Strandwälle mit Kiefern aufgeforstet. 

## Pflanzen- und Tierwelt

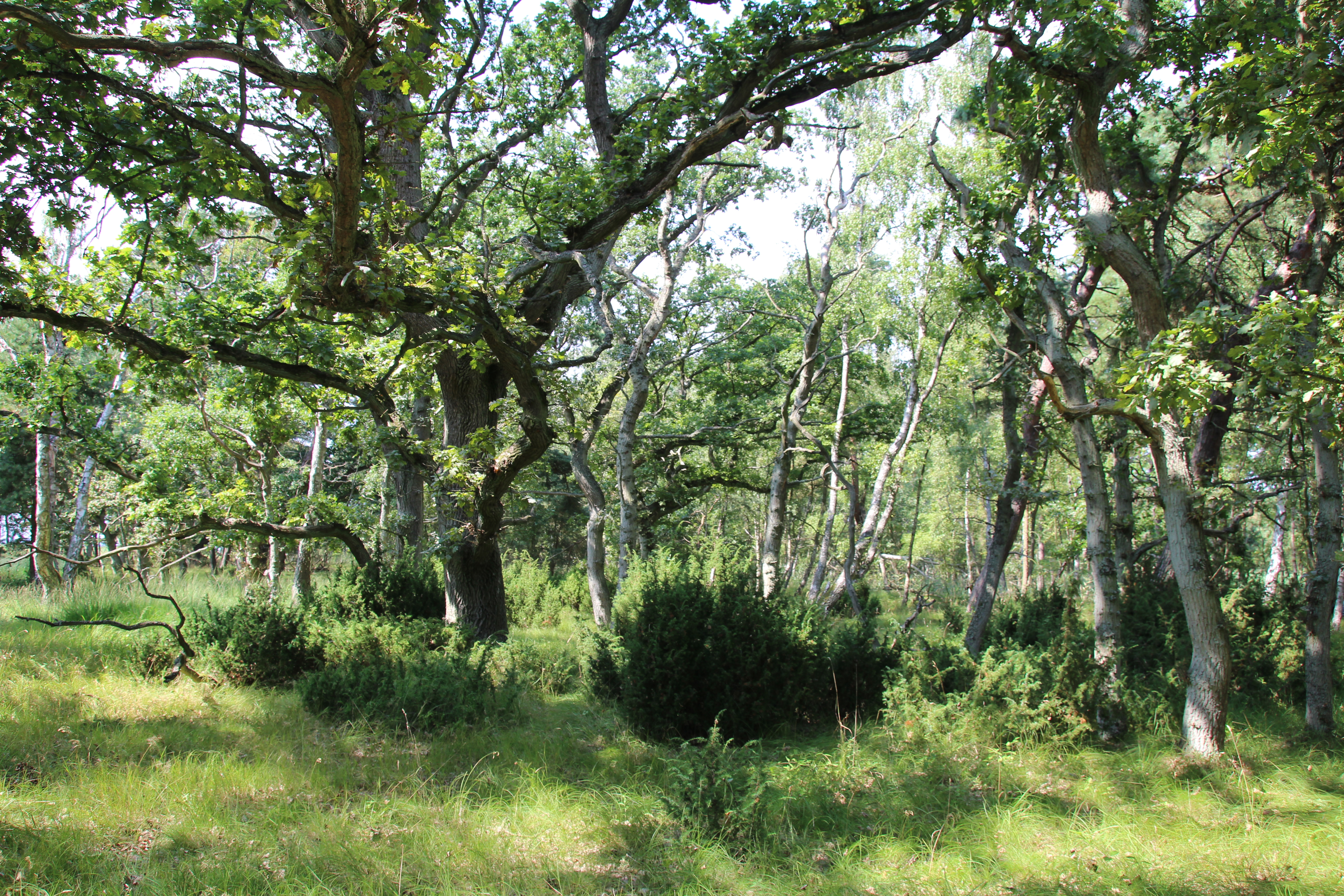
Eichen-Kiefern-Birken-Wald und Wacholder im südlichen Teil des NSG

Die zum Naturschutzgebiet gehörenden sandig-kiesigen Flachwasserbereiche bedecken Salde und Kamm-Laichkraut. Am Ufersaum wächst vereinzelt Schilf. Landseitig schließt sich, nach einer ein Meter hohen Abbruchkante, das Überflutungsmoor an, welches stellenweise mit Sanden überdeckt ist. Typische Arten sind Gänse-Fingerkraut, Milchkraut und Grasnelke. In den sandigen Bereichen wachsen Borstgras, Heidekraut, Pracht-Nelke und vereinzelt Wacholder. Die höher gelegenen Strandwälle bestockt ein Wald aus Birken, Kiefern und Stiel-Eichen. Pfeifengras bildet den Unterwuchs. Die feuchten von Grundwasser gespeisten Riegen bedeckt ein Brackwasserröhricht mit Schilf und Wassernabel. Der Bereich des Roten Sees ist waldfrei.
Brutvögel im Gebiet sind Mäusebussard, Waldohreule, Rohrweihe, Kolkrabe, Pirol und Kernbeißer. Die Herpetenfauna wird bestimmt von Kreuzotter und Ringelnatter sowie von Erdkröte, Spring-, Gras- und Moorfrosch.